# Артауз
Артауз (осет. Артъауыз, от арм. Արտավազդ «Артавазд I») — персонаж осетинской мифологии и нартского эпоса, чудовище, сотворённое Богом для добра.

## Мифология
Артауз ослушался Бога и стал учить людей злу. За это непослушание Уацилла унёс его на небо и приковал к луне, где он находится там под охраной зедов. Артауз постоянно грызёт в заключении на луне свою цепь, стремясь высвободиться и отмстить жителям земли. Чтобы этого не случилось, каждый кузнец для укрепления цепи был обязан единожды ударить молотком по наковальне после завершения своей работы, символизируя укрепления цепи, к которой был прикован Артауз, и чтобы стражи, охраняющие Артауза, не заснули. Во время лунного затмения Артауз приобретал дополнительные силы, и поэтому люди стучали по наковальне и стреляли в сторону луны, помогая тем самым зедам справиться с Артаузом.